# ماركوس برول (كاتب)
ماركوس برول Marcus Brühl (ولد في 1975 في زيجن) شاعر وكاتب ألماني.
أحب الشعر واندفع لكتابته حين قرأ كتاب جوته «الشعر والحقيقة». درس علم الأدب والإنجليزية وعلم الاجتماع والمسرح في الجامعة الحرة ببرلين وكذلك في جامعة هومبولت في برلين.
ويعتبر أنجح أعماله وأكثرها شهرة روايته Henningstadt «مدينة هيننج». أما قصصه وقصائده فكانت تنشر في المجلات والمختارات الأدبية، كما كانت تقدم في الإذاعة.
بجوار إلقائه لقصائده فقد أضاف أسلوب جديدا وذلك من خلال تقديم عروض يستخدم فيها الموسيقى مصاحبة لإلقائه القصيدة. 
حصل على جوائز أدبية منها: جائزة ملتقى المؤلفين الشباب لعامي 1993 و 1995.
من أعماله:
- مدينة هيننج 2001
- لارس (مجموعة قصص) 2002
- اللعبة (ديوان شعر) 2006